# 2020-е годы
2020-е (две ты́сячи двадца́тые) го́ды по григорианскому календарю — промежуток времени с 1 января 2020 года по 31 декабря 2029 года, включающий 2020 год 2-го десятилетия   и с 2021 по 2029 годы    3-го десятилетия XXI века 3-го тысячелетия.  Это текущие десятилетие. Оно началось 5 лет назад и закончится через 4 года.
Начало десятилетия ознаменовалось пандемией коронавируса и рядом вооружённых конфликтов на постсоветском пространстве и Ближнем Востоке.

## Важнейшие события

### Пандемия COVID-19

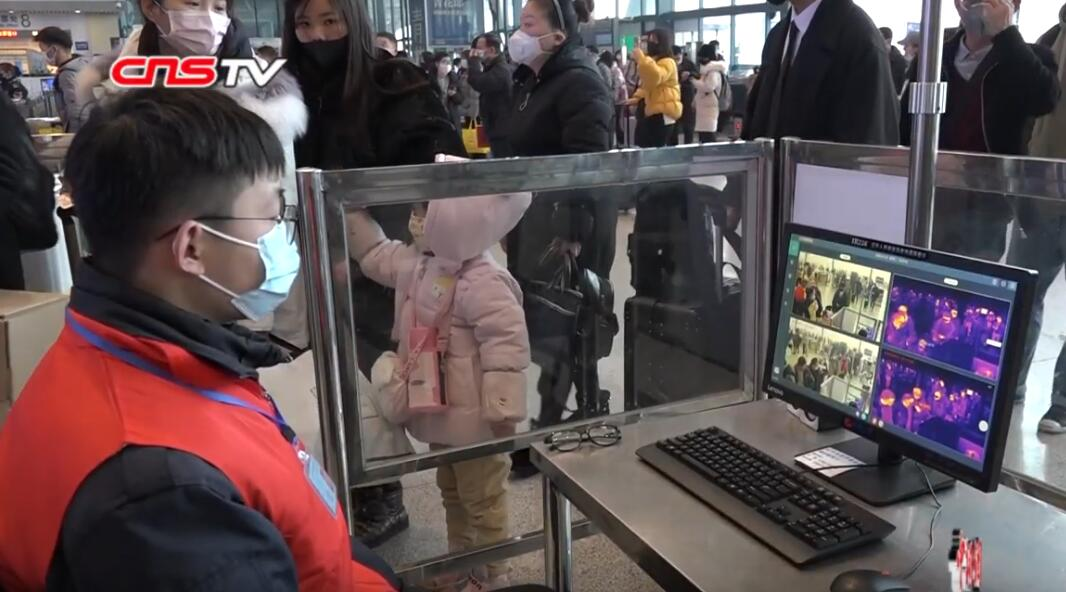
Дистанционное измерение температуры пассажиров на вокзале в китайском городе Ухане. Все одеты в медицинские маски — основное средство защиты от коронавируса

- Пандемия коронавирусной инфекции COVID-19, начавшаяся в Китае в декабре 2019-го, распространилась на бо́льшую часть стран мира, став одной из самых масштабных пандемий в истории человечества. С начала пандемии к середине 2022 года более шести миллионов человек погибло от болезни[1]; в той или иной форме болезнь перенесли более 500 миллионов заболевших[1] (более 5 % населения Земли).
- Сильнее всего пострадали США, Бразилия, Индия, Мексика и Россия — в каждой из этих пяти стран от COVID-19 умерло более 300 тысяч человек[1].
- Серьёзно пострадали также страны Европы: в Великобритании, Италии, Франции, Испании и Германии, а также России и Турции, заразилось более 10 миллионов и умерло более 100 тысяч человек в каждой. Во многих европейских странах уровни заболеваемости и смертности стали одними из самых высоких в мире (особенно в Боснии, Венгрии, Грузии, Болгарии, Чехии и других странах Восточной Европы, где смертность составила 3-4 тысячи на миллион жителей). В 2022 году страны Южной Европы повторно стали главными жертвами очередной волны пандемии.
- Более 8 миллионов заразившихся было выявлено в Аргентине, более 6 миллионов — в Иране и Колумбии, более 4 миллионов в Индонезии. О полном отсутствии заражений COVID-19 сообщает официальная статистика в Туркменистане, Федеративных Штатах Микронезии и Тувалу.
- Пандемия вызвала массовое введение карантинных и профилактических мер (таких как социальное дистанцирование, локдаун, комендантский час, отслеживание контактов, самоизоляция) и спровоцировала экономический кризис и рецессию. Миллионы людей перешли на удалённую работу и дистанционное обучение.
- В 2021 году началась массовая вакцинация против коронавируса. За первые полгода было сделано более полутора миллиардов прививок, в основном в США, Китае и Индии[2][3]. Во многих странах к 2022 году вакцинация стала обязательной для всех или части категорий населения[4].
- В конце 2022 года в Китае прошли многочисленные протесты против массового применения локдаунов в ходе проводимой политики «нулевой терпимости к COVID-19».
- В 2023 году Всемирная организация здравоохранения объявила, что эпидемия ковида больше не представляет угрозы мирового масштаба[5].

### Политика и общество

#### США
- Дональд Трамп одержал победу на президентских выборах 2024 года, став самым пожилым президентом США на момент вступления в должность и первым республиканцем, занимавшим пост с перерывом между сроками

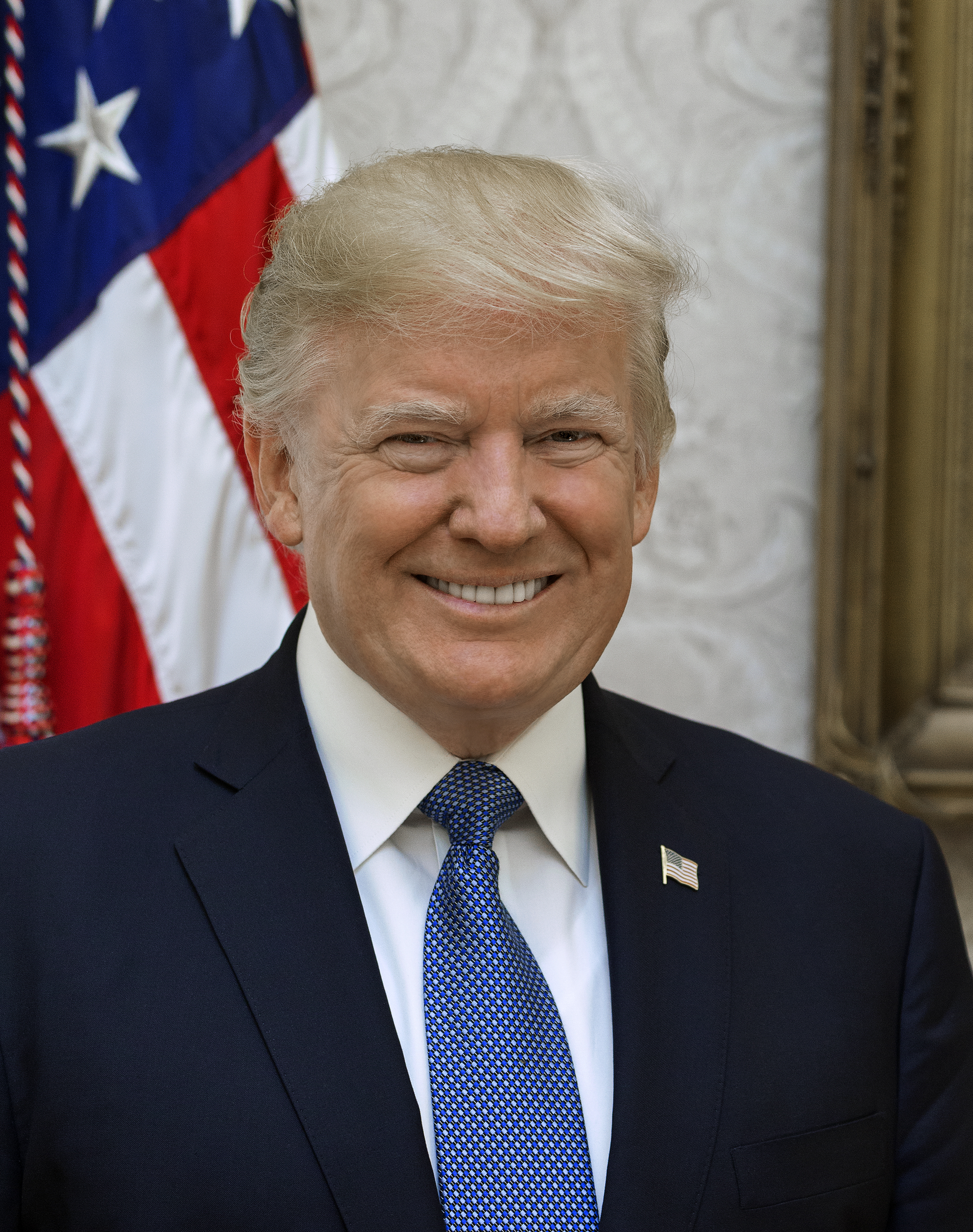
Дональд Трамп одержал победу на президентских выборах 2024 года, став самым пожилым президентом США на момент вступления в должность и первым республиканцем, занимавшим пост с перерывом между сроками

- Протесты и беспорядки в США и Европе после убийства Джорджа Флойда и других аналогичных происшествий (2020). Движение Black Lives Matter.
- Президентские выборы в США (2020), ставшие рекордными по явке и по количеству голосов за победителя. Джозеф Байден выиграл у действующего президента Дональда Трампа (впервые с 1992 года).
- Захват Капитолия США (2021).
- Протесты в США против отмены права на аборт (2022).
- Банковский кризис (2023).
- Утечка документов Пентагона (2023; Джек Тейшейра).
- Забастовки Гильдии сценаристов и SAG-AFTRA (2023).
- Пропалестинские протесты в университетских кампусах (2024).
- Покушение на Дональда Трампа в Пенсильвании (2024).
- Президентские выборы в США (2024). Дональд Трамп* взял реванш над демократами и стал вторым президентом США, занимавшим пост с перерывом (первый — Гровер Кливленд).
- Встреча Владимира Зеленского и Дональда Трампа в Белом доме (2025).
- Введение Дональдом Трампом тарифов и последующие протесты (2025).
- Протесты в Лос-Анджелесе против иммиграционных рейдов (2025).

#### Европа

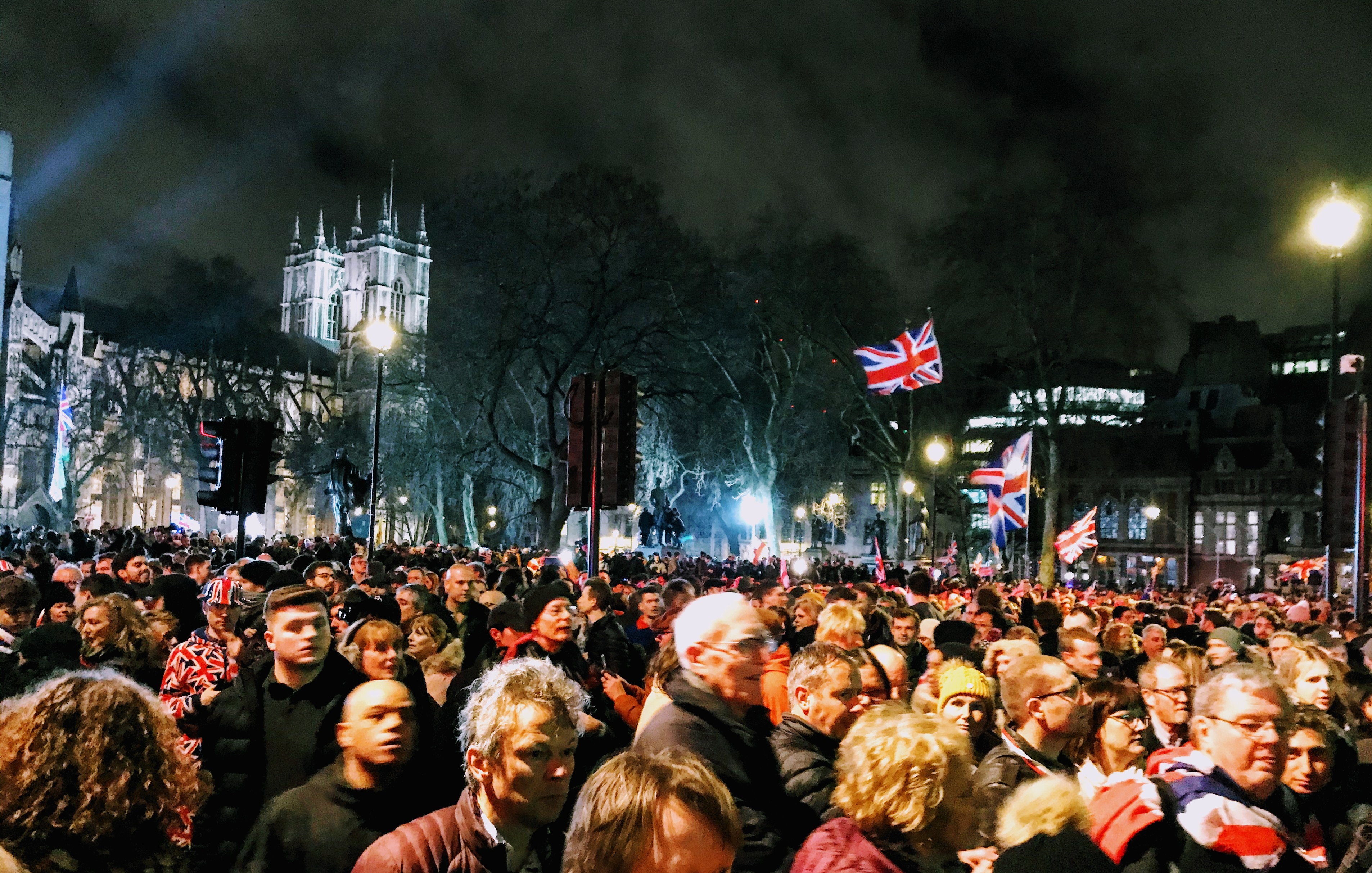
Толпа на Парламентской площади в Лондоне вечером 31 января 2020 года в ожидании официального выхода Великобритании из Европейского союза — первого случая выхода страны из ЕС в истории

- Выход Великобритании из Европейского союза (2020).
- Протесты в Польше против ужесточения законодательства о запрете абортов (2020).
- Мировой энергетический кризис (2021—2023)[англ.].
- Завершение 16-летнего правления Ангелы Меркель в Германии (2021).
- Завершение строительства газопровода «Северный поток — 2» (2021).
- Вторжение России на Украину (2022).
- Протесты против вторжения России на Украину.
- Миграционный кризис, вызванный вторжением России на Украину.
- Продовольственный кризис (2022—2023).
- Сербско-косовский кризис (2022—2023).
- Протесты против пенсионной реформы во Франции (2023).
- Ордер на арест Владимира Путина и Марии Львовой-Беловой в МУС (2023).
- Вступление Финляндии в НАТО (2022—2023).
- Массовые беспорядки во Франции (2023).
- Протесты европейских фермеров (2024).
- Вступление Швеции в НАТО (2022—2024).
- Протесты в Новой Каледонии (2024).
- Обмен заключёнными между Россией и странами Запада (2024).
- Арест основателя ВКонтакте и Telegram Павла Дурова (2024).
- Бои в Курской области (с 2024).
- Смерть папы Римского Франциска. Избрание новым папой Льва XVI (2025).

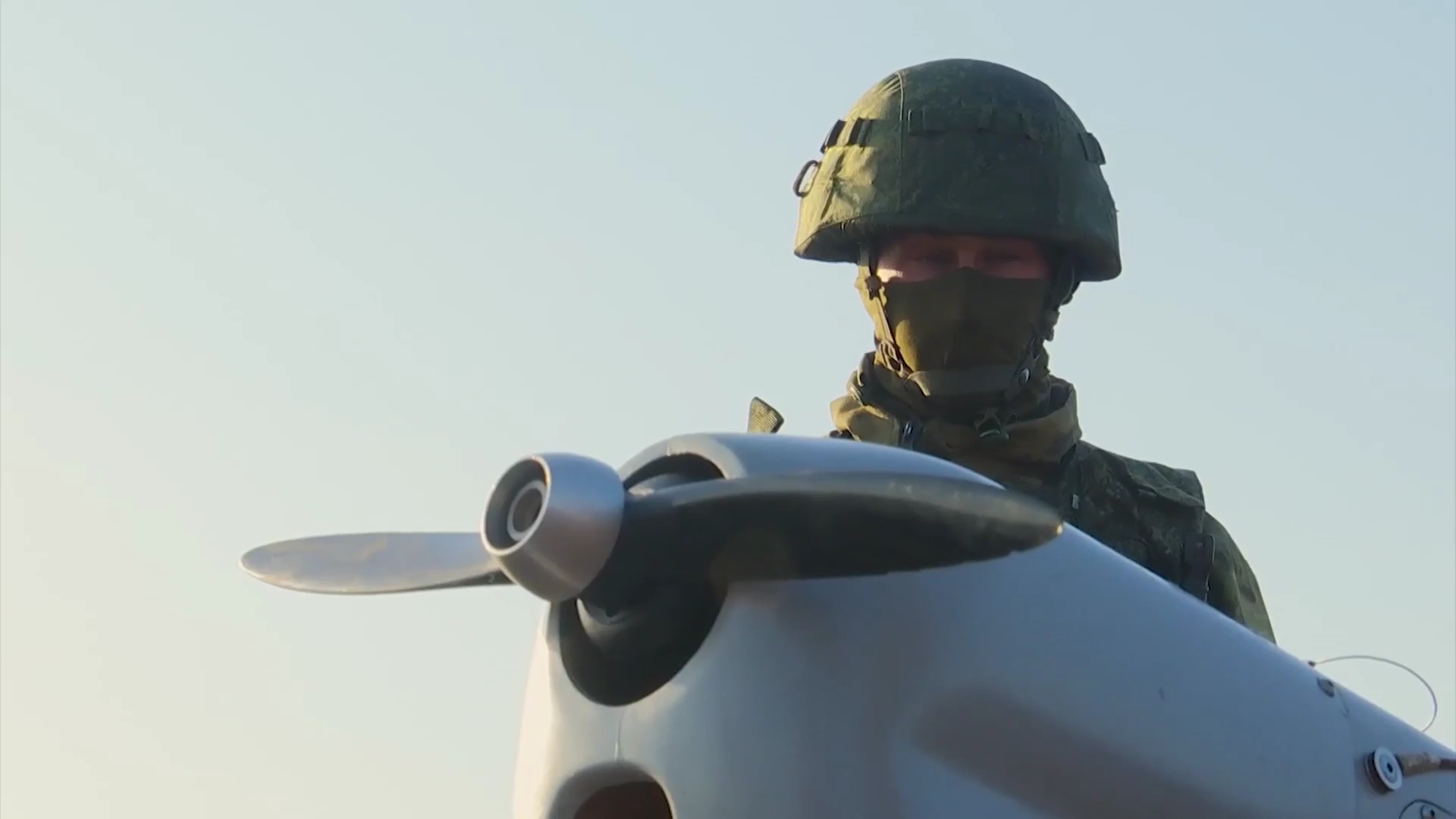
Российский солдат, участвующий в боях против Украины, с дроном «Орлан». Беспилотные аппараты сыграли важную роль в боевых действиях

#### Страны бывшего СССР
Российско-украинский конфликт
- Российско-украинский кризис (2021—2022). Ультиматум Путина (2021).
- Военные учения «Союзная решимость — 2022».
- Признание Россией независимости ДНР и ЛНР (2022).
- Вторжение России на Украину (с 2022).
- Санкции против России (2022).
- Выход России из Совета Европы.
- Экономический кризис в России (2022).
- Мобилизация в России (2022).
- Аннексия четырёх украинских территорий Россией (2022).
- Рейды в Брянскую и Белгородскую области (2023).
- Мятеж ЧВК «Вагнер» (2023).
- Рейд в Белгородскую и Курскую области (2024).
- Чистки в Минобороны РФ (2024).
- Вторжение ВСУ в Курскую область (2024).

Россия
- Поправки к Конституции России (2020), общероссийское голосование.
- Протесты в Хабаровском крае, спровоцированные арестом губернатора Сергея Фургала (2020—2023).
- Отравление Алексея Навального (2020).
- Арест Алексея Навального и последующие протесты (2021).
- Массовое отравление метанолом в России (2023).
- Антисемитские волнения на Северном Кавказе (2023).
- Протесты в Башкортостане, спровацированные арестом активиста Фаиля Алсынова (2024).
- Смерть Алексея Навального (2024).
- Президентские выборы в России (2024), ставшие рекордными по явке и по количеству голосов за победителя. Владимир Путин переизбран на пятый срок.
  - Акция протеста «Полдень против Путина» (2024).

Украина
- Протесты на Украине (2025).

Беларусь
- Протесты в Белоруссии против президента Александра Лукашенко, вызванные непризнанием его противниками официальных итогов президентских выборов (2020).
- Инцидент с посадкой Boeing 737 в Минске (2021).
- Миграционный кризис на границе Белоруссии (2021).

Кавказ
- 44-дневная вторая карабахская война (2020) завершилась получением Азербайджаном контроля над большей частью Карабаха, вводом российских миротворцев на новую линию соприкосновения, а также протестами в Армении.
  - Протесты в Армении против премьер-министра Никола Пашиняна (2020-2021, 2022, 2023, 2024).
  - Блокада Нагорного Карабаха (2022—2023).
  - Боевые действия в Нагорном Карабахе (2023), приведшие к прекращению существования Нагорно-Карабахской Республики с 1 января 2024 года и вхождению её в состав Азербайджана.
- Протесты в Грузии (2023, апрель-июнь 2024, с октября 2024).

Средняя Азия
- Массовые беспорядки на юге Казахстана (2020).
- Революция в Киргизии, уход в отставку президента Сооронбая Жээнбекова (2020).
- Конфликт на киргизско-таджикской границе (2021).
- Протесты в Казахстане (2022).

#### Ближний Восток
Афганистан

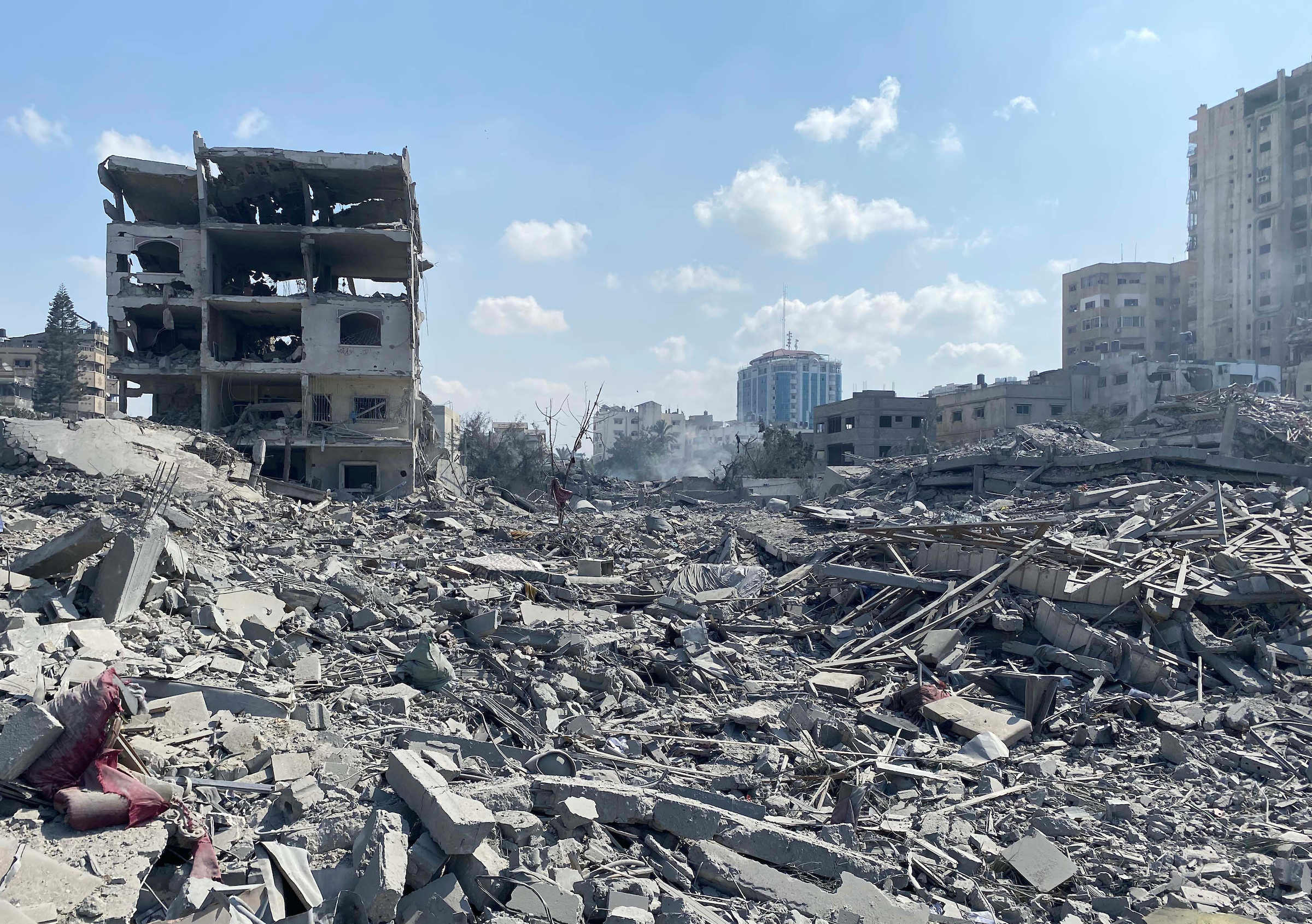
Ущерб, нанесённый израильскими авиаударами по аэродрому Эль-Ремаль в городе Газа 9 октября 2023 года

- Окончание войны между США и террористической организацией «Талибан» в Афганистане (2020). Вывод войск США из Афганистана (2021) и захват власти в стране «Талибаном».

Израиль и Палестина
- Политический кризис в Израиле (2019—2022). Протесты против судебной реформы в Израиле (2023).
- Обострение конфликта Израиля с Палестиной. Террористическая атака ХАМАС в 2023 году спровоцировала крупномасштабное вторжение Израиля в Газу, вызвавшее протесты[англ.] во многих странах.
- Израиль также провёл ряд операций по уничтожению своих противников:
  - Взрывы коммуникационных устройств «Хезболлы»
  - Убийство Исмаила Хании, главы ХАМАС (2024).
  - Убийство Хасана Насраллы и Фуада Шукра, руководителей Хезболлы (2024).

Иран
- Американо-иранский кризис. США нанесли удар по аэропорту Багдада, убив иранского генерала Касема Сулеймани (2020).
- Протесты в Иране (2022—2023) против религиозных ограничений.
- Ирано-израильский конфликт: Израиль наносит ракетно-бомбовые удары по Ирану в апреле 2024, октябре 2024 и июне 2025 года; в последнем случае атаке подверглись ядерные объекты Ирана, убито руководство КСИР и генерального штаба. Иран наносит ответные удары по Израилю. 22 июня США присоединились к ударам по ядерным объектам Ирана. 24 июня Дональд Трамп объявил перемирие между Ираном и Израилем.

Красное море
- С 2023 года йеменская группировка хуситов пытается установить контроль над Аденским проливом. США и их союзники начинают военные действия против хуситов и бомбардировки Йемена.

Сирия
- Наступление сирийской оппозиции. Падение Дамаска. Свержение правительства Башара Асада (2024) и приход к власти Ахмеда аш-Шараа (аль-Джулани). Несмотря на это, гражданская война в Сирии продолжается, происходят нападения исламистов на алавитов и друзов; на стороне последних в конфликт вмешался Израиль.

#### Южная Азия и Дальний Восток
- Протесты в Таиланде (2020—2021).
- Индийско-китайский пограничный конфликт (2020).
- Военный переворот, массовые протесты и гражданская война в Мьянме (с 2021).
- Протесты на Шри-Ланке (2022).
- Убийство Синдзо Абэ (2022).
- К 2023 году Индия вышла на первое место в мире по численности населения, опередив Китай[6].
- Революция в Бангладеш (2024).
- Военное положение в Республике Корея. Импичмент Юн Сок Ёля (2024).
- Конфликт между Индией и Пакистаном (2025).
- Камбоджийско-тайский пограничный конфликт (2025)

#### Африка

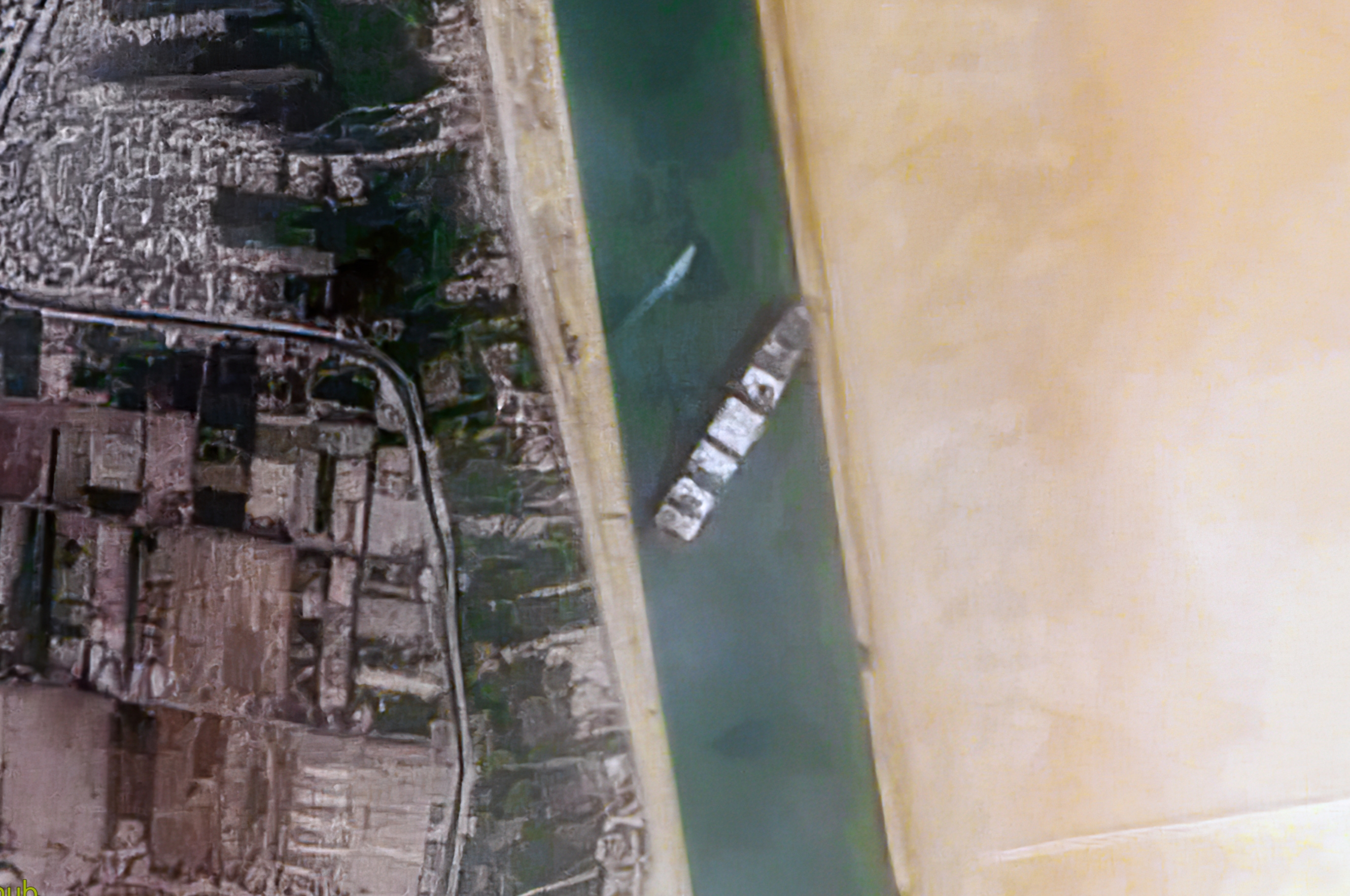
Севший на мель контейнеровоз Ever Given в марте 2021 года на неделю заблокировал движение по Суэцкому каналу. Потери мировой экономики составляли около 400 миллионов долларов в час

- Военные перевороты в Мали: 2020, 2021.
- Война в Тыграе (2020—2022).
- Авария контейнеровоза «Эвер Гивен» (2021).
- Военный переворот в Гвинее (2021).
- Военный переворот в Судане (2021). Вооружённый конфликт между ВСС и СБР в Судане (2023).
- Военные перевороты в Буркина-Фасо: январь 2022, сентябрь 2022.
- Кризис в Нигере в результате военного переворота (2023).
- Военный переворот в Габоне (2023).

#### Латинская Америка
- Убийство президента Гаити Жовенеля Моиза (2021).
- Протесты на Кубе (2021). Референдум по поправкам к Семейному кодексу (2022).
- Попытка государственного переворота в Перу (2022).
- Протесты в Бразилии (2023).
- Вооруженный конфликт в Эквадоре (2024).
- Попытка государственного переворота в Боливии (2024).
- Протесты в Венесуэле против президента Николаса Мадуро, вызванные непризнанием официальных итогов президентских выборов (2024).
- Реформы Найиба Букеле радикально снижают преступность в Сальвадоре ценой нарушения прав человека. Создание мегатюрьмы СЕСОТ (2022).

### Катастрофы, стихийные бедствия, теракты

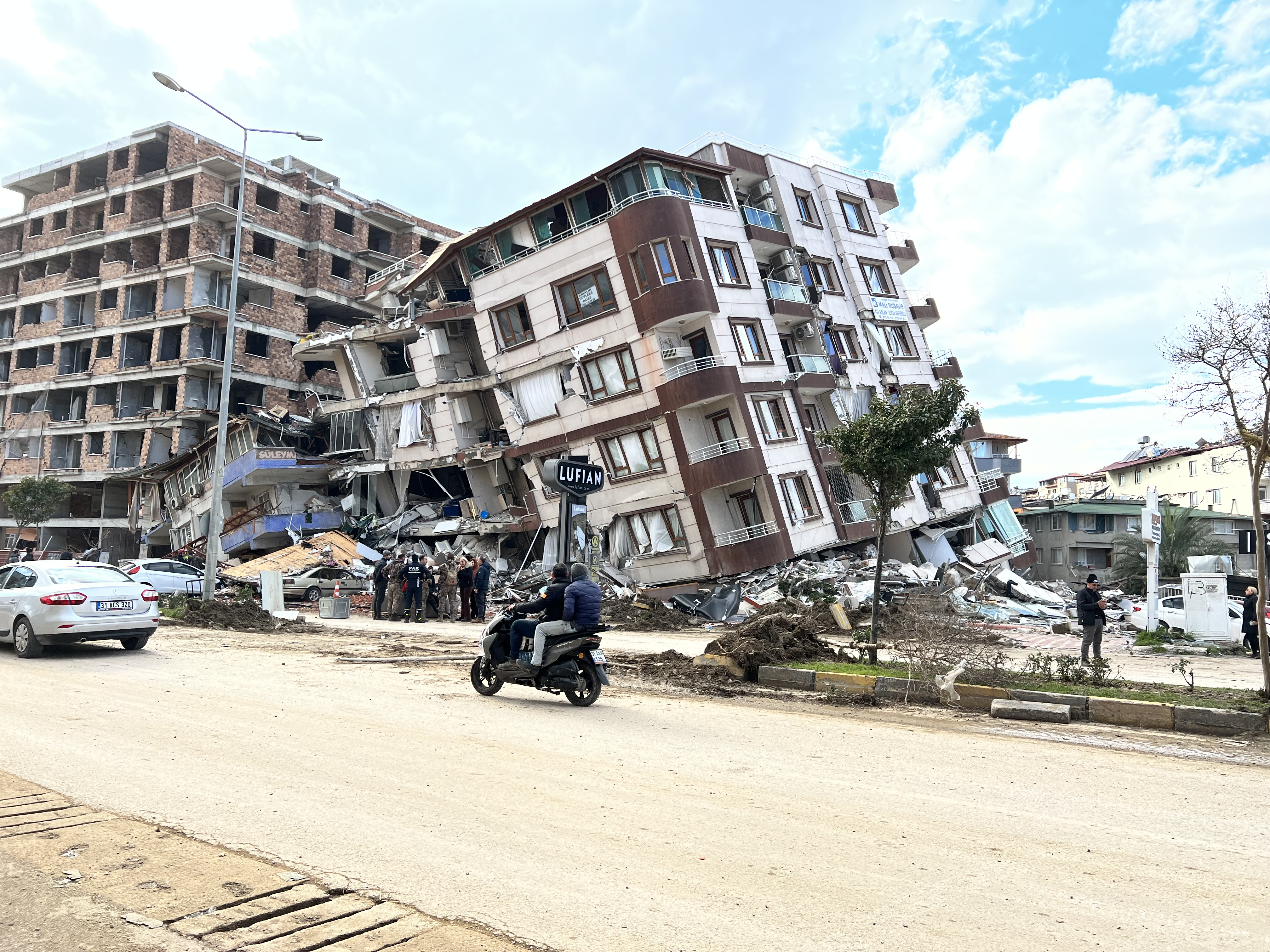
Разрушения после землетрясения в Турции, 2023 год

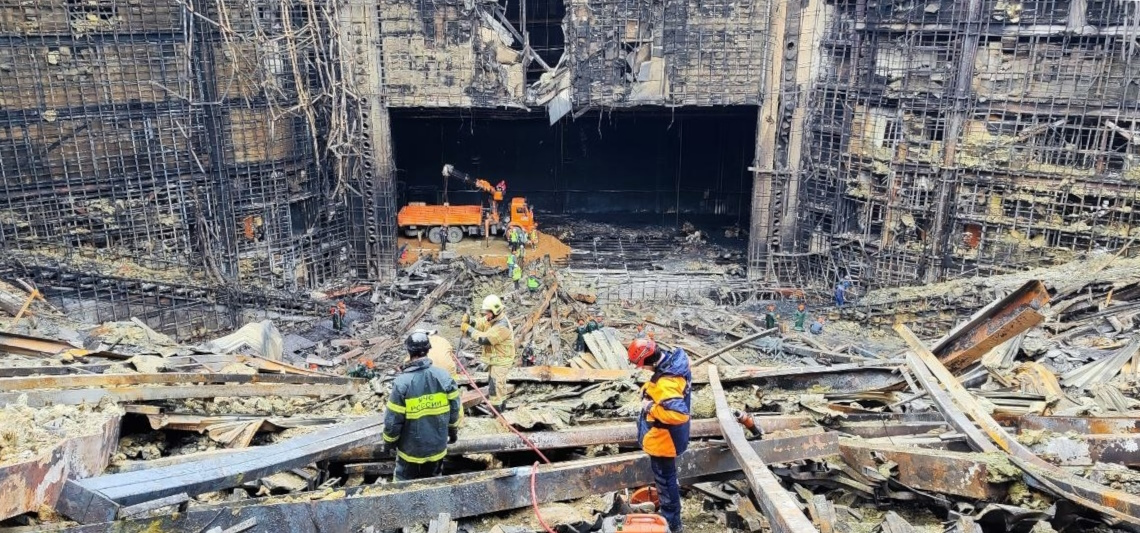
Разбор завалов внутри обрушившегося концертного зала «Крокус Сити Холл» после теракта 22 марта 2024 года, ставшего самым масштабным в России с 2004 года.

- Лесные пожары в Австралии (2019—2020).
- Катастрофа Boeing 737 под Тегераном (2020).
- Лесные пожары в Чернобыльской зоне (2020).
- Катастрофа A320 под Карачи (2020).
- Разлив дизельного топлива в Норильске (2020).
- Взрывы в порту Бейрута (2020).
- Массовая гибель морских животных на Камчатке (2020).
- Массовое убийство в гимназии № 175 в Казани (2021).
- Обрушение жилого дома в Серфсайде, штат Флорида (2021).
- Аномальная жара в мире (2021).
- Лесные пожары в России, Турции (2021).
- Наводнения в Европе, Китае, Индии, в черноморском регионе России (2021).
- Массовое убийство в Пермском государственном университете (2021).
- Взрыв на шахте «Листвяжная» (2021).
- Извержение Хунга-Тонга-Хунга-Хаапай (2022).
- Потопление крейсера «Москва» (2022).
- Лесные пожары в Сибири (2022).
- Массовое убийство в школе № 88 в Ижевске (2022).
- Давка на стадионе в Маланге (2022).
- Диверсия на «Северных потоках» (2022).
- Давка в Сеуле (2022).
- Теракт в Стамбуле (2022).
- Наводнения в Африке (2023).
- Землетрясение в Турции и Сирии (2023).
- Столкновение поездов в Одише (2023).
- Разрушение Каховской ГЭС (2023).
- Крушение батискафа «Титан» (2023).
- Крушение самолёта Евгения Пригожина (2023).
- Землетрясение в Марокко (2023).
- Землетрясение в Японском море (2024).
- Теракт в Кермане (2024).
- Теракт в «Крокус Сити Холл» (2024).
- Паводок на Урале (2024).
- Крушение вертолёта президента Ирана Ибрахима Раиси (2024).
- Оползень в Папуа — Новой Гвинее (2024).
- Крушение самолёта вице-президента Малави (2024).
- Нападения на церкви и синагоги в Дагестане (2024).
- Ураган «Милтон» и эвакуация жителей Флориды (2024).
- Разлив мазута в Керченском проливе (2024).
- Катастрофа Embraer E190 в аэропорту Актау (2024).
- Катастрофа Boeing 737 в аэропорту Муан (2024).
- Лесные пожары в Южной Калифорнии (2025).
- Столкновение над Вашингтоном (2025).
- Землетрясение в Мьянме (2025).
- Подрыв мостов в России (2025).
- Катастрофа Boeing 787 под Ахмадабадом (2025).
- Наводнение в Техасе (2025).
- Катастрофа Ан-24 под Тындой (2025).

## Наука и технологии

### Космонавтика

#### 2020 год
- Аппарат «Solar Orbiter», предназначенный для исследования гелиосферы и солнечного ветра, отправлен на гелиоцентрическую орбиту.
- Первый пилотируемый полёт частного многоразового космического корабля «Crew Dragon» к МКС.
- ОАЭ в сотрудничестве с Японией осуществили запуск марсианского зонда «Аль-Амаль».
- Запуск к Марсу зонда «Тяньвэнь-1».
- Начало миссии «Марс-2020».
- Американский зонд «OSIRIS-REx» собрал образцы грунта с астероида Бенну.
- «Чанъэ-5» стал первым китайским космическим аппаратом, доставившим на Землю образцы лунного грунта.

#### 2021 год
- Запуск китайской модульной орбитальной станции «Тяньгун»[7].
- Первый китайский спутник наблюдения за Солнцем под названием «Сихэ» был успешно запущен с космодрома Тайюань. Спутник сможет впервые получить изображения Солнца в спектре H-альфа[8].
- NASA и SpaceX запустили в космос первый аппарат планетарной защиты DART при помощи ракеты-носителя Falcon 9. Осенью 2022 года он изменит орбиту околоземного астероида путем контролируемого тарана. Данный эксперимент позволит оценить подобный метод планетарной защиты от объектов в космосе[9].
- На МКС полностью завершено строительство российского сегмента[10].
- Запуск космического телескопа «Джеймс Уэбб». После запуска «Джеймс Уэбб» приступает к самой рискованной части миссии — развёртыванию элементов, необходимых для того, чтобы его огромное зеркало могло заглянуть вглубь космоса к началу времён[11].

#### 2022 год
- Телескоп «Джеймс Уэбб» успешно завершил развёртывание и прибыл на орбиту точки Лагранжа L2. В ночь с 11 на 12 июля NASA опубликовало первый научный снимок, сделанный космической инфракрасной обсерваторией «Джеймс Уэбб».
- Запущена первая полностью частная пилотируемая миссия на МКС от американской частной аэрокосмической компании Axiom Space. Запуск был осуществлён американской космической компанией SpaceX на многоразовом пилотируемом космическом корабле Crew Dragon[12].
- Ракета Electron компании Rocket Lab вывела на орбиту небольшой спутник NASA CAPSTONE. Аппарат полетит на специально выбранную лунную орбиту и испытает её для строительства там будущей пилотируемой станции Gateway. В качестве навигатора CAPSTONE поможет снизить риск для будущих космических аппаратов путём проверки инновационных навигационных технологий и проверки динамики этой гало-образной орбиты[13].
- C мыса Канаверал в космос отправилась ракета Falcon 9 с южнокорейским орбитальным аппаратом «Данури» (KPLO). Это первый лунный спутник Южной Кореи. В задачи KPLO входит составление карты рельефа Луны с целью определения районов, подходящих для возможной посадки на её поверхность, и поиск признаков наличия воды в лунных кратерах[14].
- Американский зонд DART совершил успешное столкновение с околоземным астероидом Диморф в рамках эксперимента по защите Земли от потенциально опасных астероидов[15].
- С космодрома Восточный запустили ракету «Союз-2.1б» с первым спутником группировки «Сфера». Будущая группировка, согласно планам, позволит обеспечить Россию спутниковыми интернетом и связью[16].
- Китай успешно завершил сборку основной конфигурации своей космической станции «Тяньгун», после успешной перестыковки лабораторного модуля «Мэнтянь» три отсека станции образовали на орбите объект Т-образной формы[17].
- Ракета-носитель Space Launch System (SLS) с космическим кораблем Orion стартовала к Луне в рамках миссии Artemis 1 («Артемида-1»). В рамках тестовой миссии Artemis 1 космический корабль Orion в непилотируемом режиме направился к Луне и пробыл на её орбите несколько недель. Затем он вернулся к Земле и приводнился в Тихом океане у берегов Калифорнии. Тестовый полет показал готовность ракеты SLS и корабля Orion к выполнению пилотируемой миссии[18].
- Ракета-носитель Falcon 9 компании SpaceX успешно вывела в космос первый в мире частный японский лунный посадочный модуль Hakuto-R, первый арабский луноход «Рашид» и кубсат NASA Lunar Flashlight для поисков водяного льда на Луне[19]. 25 апреля 2023 года японский модуль Hakuto-R во время посадки в кратере «Атлас» на Луне потерял связь с ЦУП. Глава компании-разработчика ispace Такэси Хакамада признал миссию неудачной по текущей телеметрии[20].

#### 2023 год
- В Китае была достигнута важная веха в успешном первом запуске ракеты-носителя Tianlong-2, разработанной пекинской компанией Space Pioneer. Ракета Tianlong-2 Y1 успешно вышла на орбиту в рамках своего первого запуска. Это первый в мире космический стартап, жидкотопливная ракета которого успешно вышла на орбиту с первой попытки[21].
- Ракета-носитель Ariane V с миссией JUICE Европейского космического агентства успешно стартовала с европейского космодрома в Куру, Французская Гвиана. Станция должна достигнуть Юпитера в июле 2031 года, где она совершит серию пролетов вблизи Европы и Каллисто, а в декабре 2034 года выйдет на орбиту высотой 500 км вокруг Ганимеда, исследование которого представляет наибольший интерес у ученых. Научная миссия вблизи Юпитера и его лун рассчитана примерно на 3,5 года. Она закончится в сентябре 2035 года, когда станция должна будет врезаться в ледяную поверхность Ганимеда. Аппарат займется изучением внутренней структуры, гравитационного поля, состава и морфологии поверхности, состава экзосфер, структуры магнитного поля, а также определит наличие и свойства подповерхностных глобальных океанов из жидкой воды, которые могут быть потенциально обитаемыми[22].
- Ракета-носитель Falcon 9 стартовала на орбиту с телескопом Euclid Европейского космического агентства (ЕКА) для изучения темной материи Вселенной. В ходе своей шестилетней миссии «Евклид» нанесёт на карту миллиарды целей, таких как галактики и звезды. Длительная исследовательская миссия раскроет движения этих далёких объектов, а также их химический состав. Телескоп позволит получать как минимум в четыре раза более чёткие изображения, чем наземные аналоги[23].
- «Чандраян-3» впервые в истории совершил мягкую посадку в районе Южного полюса Луны.

### Космические открытия

#### 2020 год
- Астрономы обнаружили долгожданную чёрную дыру промежуточной массы, размер которой находится между сверхмассивными чёрными дырами и меньшими чёрными дырами. Это открытие поможет учёным понять, как развиваются чёрные дыры. Исследовательская группа смогла подтвердить наблюдение чёрной дыры промежуточной массы, известной как IMBH, внутри плотного звёздного скопления. В результате слияния двух чёрных дыр также обнаружены гравитационные волны.
- Астрономы при помощи наземных телескопов обнаружили в атмосфере Венеры газ фосфин, который входит в число потенциальных биомаркеров — химических веществ, которые могут свидетельствовать о присутствии живых организмов.

#### 2021 год
- Учёные из НАСА и Немецкого аэрокосмического центра узнали, что земные микробы могут выжить на Марсе. Исследователи решили проверить, какие микроорганизмы смогут выжить даже в марсианских условиях. Для этого исследователи запустили их в стратосферу Земли, поскольку она точно соответствует ключевым условиям на Красной планете. По итогам эксперимента не все микробы выжили во время полёта. Справилась с испытанием, например, чёрная плесень Aspergillus niger. Это открытие поможет учёным определить растения и культуры, которые смогут жить в марсианских условиях.
- В конце этого года люди впервые «коснулись солнца» с помощью солнечного зонда «Паркер». В этом году зонд подошёл ближе, чем когда-либо, к Солнцу, впервые войдя в его внешнюю атмосферу. Он пролетел через раскалённую корону и помог учёным подтвердить предыдущие гипотезы и сделать некоторые открытия. В частности, они смогут лучше изучить корональные стримеры и так называемые «обратные переключения».

#### 2022 год
- Впервые в истории зонд орбитальной лунной станции «Чанъэ-5» обнаружил воду прямо на поверхности естественного спутника Земли[24].
- Учёные с помощью телескопа «Хаббл» впервые обнаружили чёрную дыру, которая создаёт звезды, а не поглощает их[25].
- Телескоп «Джеймс Уэбб» обнаружил самую древнюю галактику на текущий момент. Телескоп позволил обнаружить астрономам галактику, которая уже существовала спустя всего 300 миллионов лет после Большого Взрыва[26].
- Специалисты американского космического агентства NASA нашли на Луне пещеры, в которых температура достигает +17 градусов Цельсия. Они считают, что люди смогли бы в будущем в них комфортно существовать, правда находятся они на глубине примерно 100 метров. Учёные считают их наиболее подходящими местами для будущих лунных баз[27].

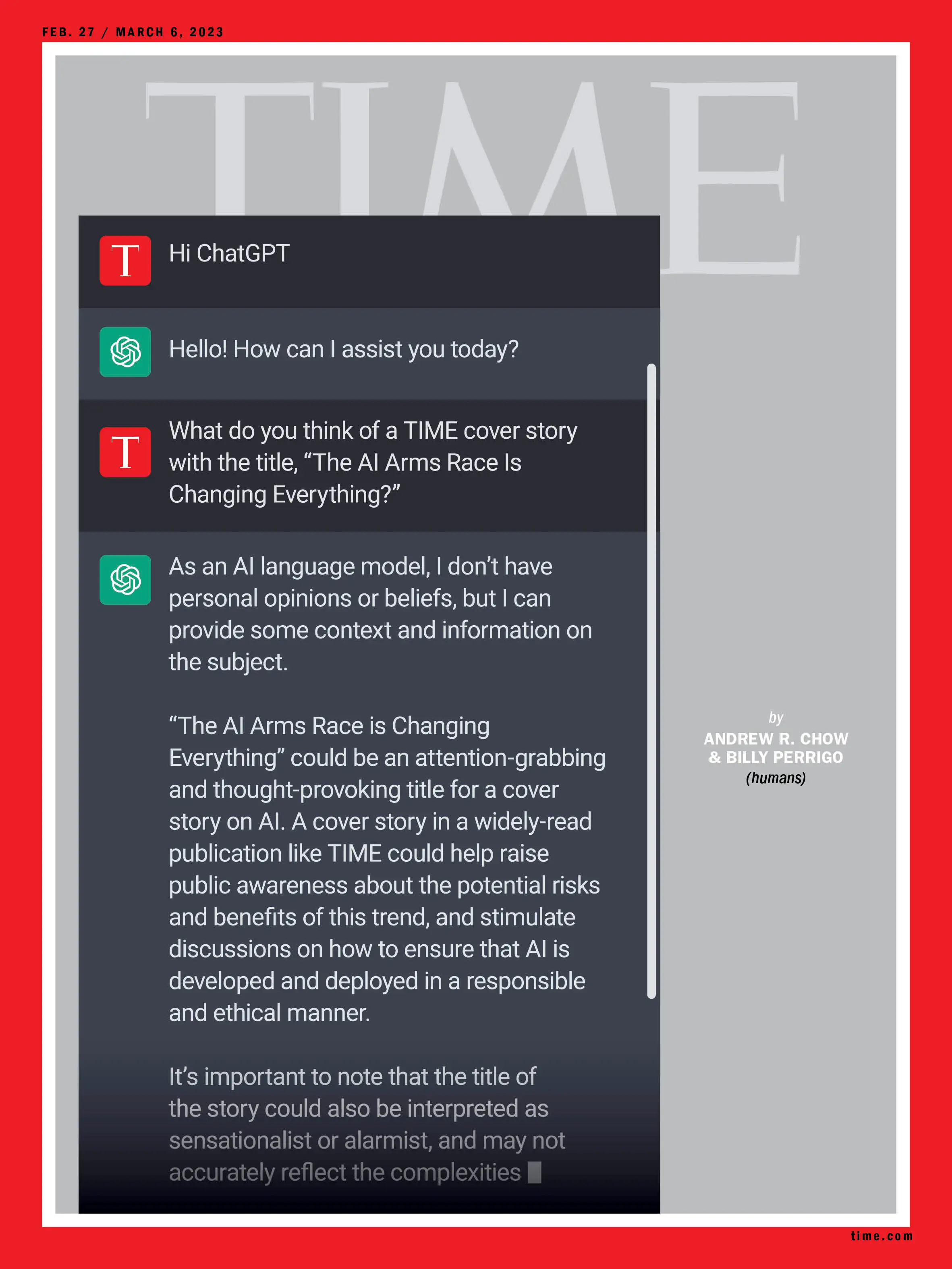
Обложка журнала Time (февраль 2023 г.) с названием «Гонка вооружений в области искусственного интеллекта меняет всё» и скриншотом беседы с чат-ботом ChatGPT

### Электроника и цифровые технологии
- Девятое поколение игровых систем (с 2020): PlayStation 5, Xbox Series X и Xbox Series S.
- Выпуск Windows 11 компанией Microsoft (2021).
- Компания Valve представила 25 февраля 2022 года свою новую портативную консоль Steam Deck.
- «Бум искусственного интеллекта»: появились нейросети, способные качественно рисовать (Midjourney, Stable Diffusion, DALL-E), поддерживать диалог, писать программный код, музыку, тексты, строить сайты и многое другое (ChatGPT). Распространение генеративного ИИ радикально меняет рынок труда, влияет на искусство и СМИ.
- Компания Apple выпустила на рынок очки дополненной реальности «Apple Vision Pro» (2024).

## Культура

### Кино и телевидение
2020-е годы в кино: 2020 • 2021 • 2022 • 2023 • 2024 • 2025 • 2026 • 2027 • 2028 • 2029
- 2020—2021 — резкий спад киноиндустрии из-за пандемии и закрытия кинотеатров. Рост онлайн-кинотеатров и стримингового интернет-телевидения. Многие крупные кинопремьеры 2020-х выходят только онлайн (или одновременно в кинотеатрах и онлайн).
- Расцвет южнокорейского кино и телевидения[28][29]. Премия «Оскар» фильму «Паразиты» (вручена в 2020), успех сериала «Игра в кальмара» (2021—2025) на стриминговом сервисе Netflix[30].
- 2021: впервые в истории для съёмки художественного фильма в космос отправлены режиссёр и актриса («Вызов», премьера в 2023[31]).

### Музыка
2020-е годы в музыке: 2020 • 2021 • 2022 • 2023 • 2024 • 2025 • 2026 • 2027 • 2028 • 2029
- В начале 2020-х годов увеличилась популярность TikTok как музыкальной платформы. Посещаемость таких платформ, как Spotify, SoundCloud, BOOM (VK Музыка), Яндекс.Музыка, YouTube Music и Apple Music увеличилась из-за пандемии COVID-19[32][33].

### Прочее
- Видеоигры окончательно становятся крупнейшей индустрией развлечений, превзойдя по масштабам индустрии кино и музыки вместе взятые[34][35].
- Социальная сеть TikTok стала самой быстрорастущей в начале 2020-х, её ежемесячная аудитория превышает 1 млрд человек[36].

## Спорт

### 2020 год
- Пандемия COVID-19 привела к отмене или переносу многих спортивных мероприятий по всему миру:
  - Летние Олимпийские игры 2020 года перенесены на июль — август 2021 года. Это первые в истории Олимпийские игры, которые были отложены, а не отменены.
  - НХЛ, Главная лига бейсбола, Национальная баскетбольная ассоциация и английская Премьер-лига адаптировали свои сезоны и чемпионат к COVID-19, помещая игроков в «пузыри» и транслируя игры на пустых аренах и стадионах.
- «Ливерпуль» выиграл первый в истории команды титул английской Премьер-лиги.
- «Тампа-Бэй Лайтнинг» выиграла второй чемпионат Кубка Стэнли. Впервые с 1925 года Кубок Стэнли разыгрывался полностью в Канаде.
- Льюис Хэмилтон стал самым титулованным чемпионом в истории «Формулы-1», побив рекорд Михаэля Шумахера по количеству выигранных Гран-при (2020).

### 2021 год
- Пандемия COVID-19: из-за трансграничных ограничений НХЛ реорганизовала свои командные подразделения, и все семь канадских команд впервые соревновались в своём дивизионе.
- Хидэки Мацуяма выиграл турнир Мастерс, став первым японским гольфистом, выигравшим крупный чемпионат.
- «Тампа-Бэй Лайтнинг» выиграл чемпионат NHL по хоккею.
- «Милуоки Бакс» впервые за 50 лет выиграл чемпионат NBA по баскетболу.
- Сборная Италии по футболу выиграла Евро-2020.
- Сборная Аргентины по футболу выиграла Кубок Америки.
- Летние Олимпийские игры 2020 прошли в Токио, Япония. Соединённые Штаты выиграли больше всего золотых медалей и медалей в целом.

### 2022 год
- 4—20 февраля — XXIV Зимние Олимпийские игры в Пекине.
- Чемпионат мира по хоккею с шайбой 2022 в Финляндии выиграла финская сборная.
- 22-й Чемпионат мира по футболу 2022 в Катаре. Чемпионом стала сборная Аргентины.

### 2023 год
- Китайский гроссмейстер Дин Лижэнь стал 17-м чемпионом мира по шахматам, выиграв у россиянина Яна Непомнящего.
- 21 июня — 2 июля — III Европейские игры в Кракове, Польша.

### 2024 год
- 26 июля — 11 августа — Летние Олимпийские игры 2024 в Париже, Франция.

## Ожидаемые события

### В науке и технологиях
- В течение 2020-х годов ожидается широкое распространение электромобилей[37][38], электробусов и беспилотных автомобилей.
- Ожидается запуск первого индийского пилотируемого космического корабля «Гаганьян» (2025)[39].
- Пилотируемый облёт Луны в рамках американского проекта «Артемида-2» (2026)[40].
- Высадка на Луну американских астронавтов в рамках проекта «Артемида-3» (2027)[40].
- Планируется создание лунной орбитальной станции Lunar Orbital Platform-Gateway[41].

### В кинематографе
- Завершение пятой фазы киновселенной Marvel и выход фильмов шестой.
- Выход сиквелов фильма «Аватар»[42].

### В спорте
- 2025 год
  - Чемпионат мира по хоккею 2025 в Швеции и Дании.
- 2026 год
  - XXV Зимние Олимпийские игры 2026 в Милане и Кортина-д'Ампеццо[43].
  - Чемпионат мира по футболу 2026 в США, Канаде и Мексике.
- 2028 год
  - XXXIV Летние Олимпийские игры 2028 в Лос-Анджелесе[44].

### Прогнозыфутурологов
- В соответствии с Шестым оценочным докладом МГЭИК, мир уже не способен обеспечить предотвращение экстремальных климатических изменений: в XXI веке глобальное потепление превысит 1,5 °C и 2 °C, если только в этом десятилетии не произойдёт значительного сокращения выбросов двуокиси углерода и других парниковых газов[45].
- К 2028 году экономика КНР обгонит экономику США, с ростом +1,6 % с 2024 года[46].